# 日足トンネル
日足トンネル（にっそくトンネル）は、栃木県日光市の清滝地区と足尾地区を結ぶ国道122号のトンネルであり、1978年（昭和53年）3月30日に開通した。制限速度は全線40 km/h。

## 概要
旧道である細尾峠のつづら折れや車がすれ違えない程の狭隘道路は、日光と足尾を結ぶ大動脈として慢性的な渋滞を招いていたことから、1973年（昭和48年）10月22日に栃木平にて起工式が行われ、4年半の歳月を費やして1978年（昭和53年）3月30日に開通、総工費は65億円、トンネル幅は9m, 総延長は2,765 mにも及ぶ長大トンネルとなった。
このトンネルが国道122号の新道となり、細尾峠ルートは旧道に格下げされた。入口付近にはトンネル開通記念碑が建てられている。

## その他

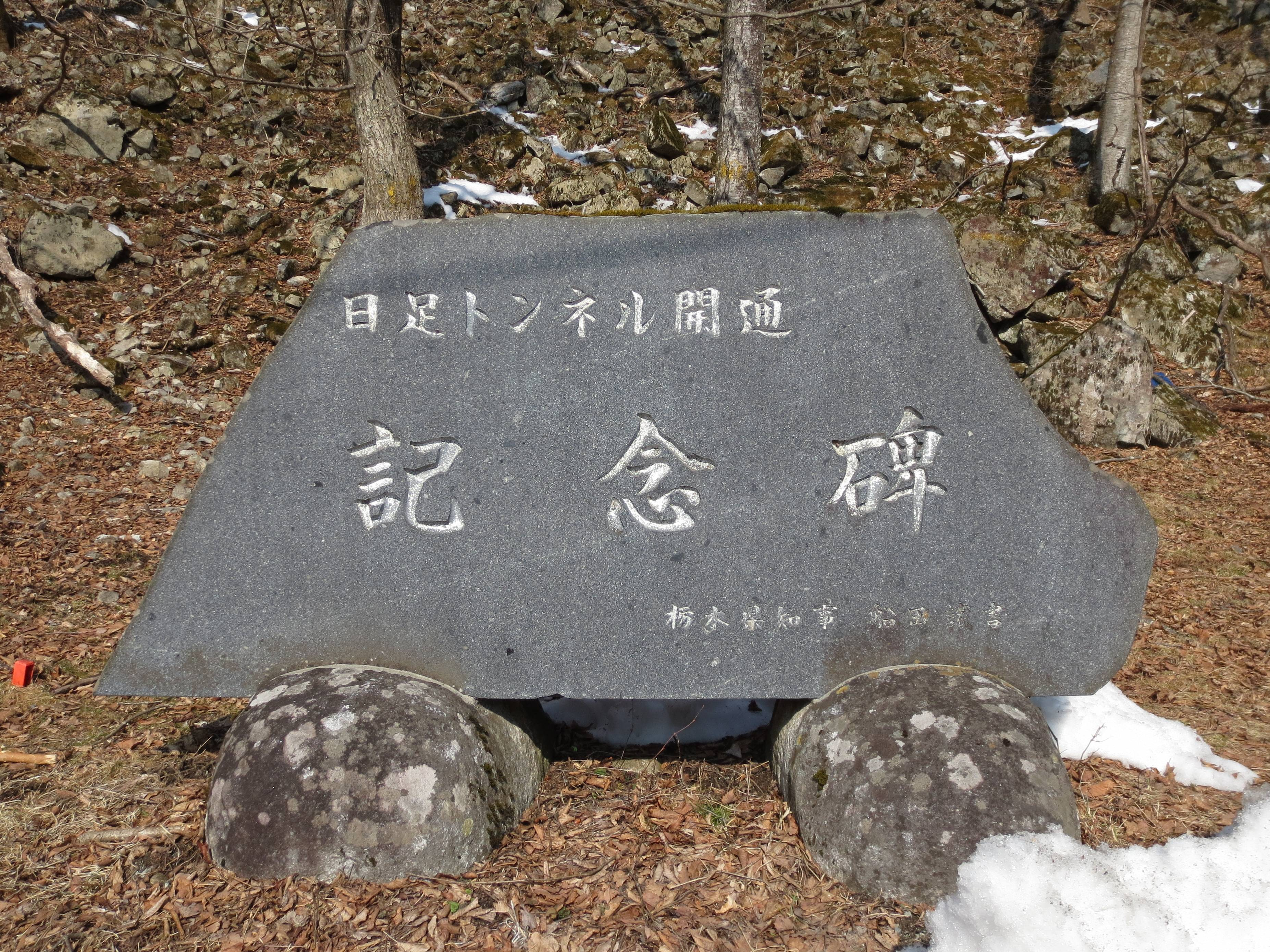
開通記念碑

日足トンネルの開通によって、足尾町（現在の日光市足尾町）の交通が改善されただけではなく、金精道路の冬期閉鎖に伴う迂回路としての機能が改善されたことになる。
昔から、このトンネルがある細尾峠は、足尾銅山で産出された銅などを日光東照宮周辺まで運ぶための索道が通っていた。足尾鉄道（後の国鉄足尾線、現在のわたらせ渓谷鐵道わたらせ渓谷線）の開通によって、索道は廃止された。足尾町は鉄道の開通によって、東京や桐生市への交通の便が良くなったのに対し、県都宇都宮市へのアクセスには峠越えか、または、桐生市・栃木市・小山市経由（鉄道では、足尾線 - 両毛線 - 東武宇都宮線または東北本線）で遠回りとなり、不便であった。また、日光市が隣にありながら、桐生市以外はどちらも行き来の不便な場所であった。天候によっては桐生市側の道路・鉄道が通行止め・運休になることがあり、孤立することがあったが、トンネルの開通によって、宇都宮と日光が近くなり、孤立することもほぼなくなった。
合併によって日光市となってからは、足尾地区と市街地を結ぶ唯一の道路である。保守工事が行われるときは、片側通行止めとなる。
鉄道は通っていないが、日光市営バスが足尾 - 清滝 - 東武日光駅 - JR日光駅間を1日6往復通る。(2014年ダイヤ改訂)
笹子トンネル天井板落下事故の影響を受け、2014年（平成26年）11月から2015年（平成27年）3月にかけて、天井板の撤去と通風路の代替となるジェットファンの設置工事が行われた。
座標: 北緯36度42分32秒 東経139度31分6秒 / 北緯36.70889度 東経139.51833度